# Roženberk
Roženberk je naselje u slovenskoj Općini Šentrupertu. Roženberk se nalazi u pokrajini Dolenjskoj i statističkoj regiji Jugoistočnoj Sloveniji. 

## Stanovništvo
Prema popisu stanovništva iz 2002. godine naselje je imalo 24 stanovnika.